# Makoma Lekalakala
Makoma Lekalakala, född 1 september 1964 i Soweto, Johannesburg i Sydafrika är en sydafrikansk aktivist som är ordförande för Earthlife Africa, Johannesburgsavdelningen. Tillsammans med Liz McDaid har hon fått 2018 års Goldman Environmental Prize för att de i domstol lyckats stoppa ett avtal med Ryssland om kärnkraftsamarbete.

## Biografi
Makoma Lekalakala växte upp i Soweto. På 1950-talet började hennes far tala om Black Power, men hon förstod inte vad han menade. Vid studentupproret hösten 1976 dödades hennes far och många av hennes äldre kamrater och då förstod hon ord som svart makt.
1982 tog Lekalakala studenten och hon började arbeta i en butik och engagerade sig i facket. Hon arbetade för kvinnors rättigheter och social och ekonomisk rättvisa. 
1996 fick Sydafrika en ny grundlag, där bland annat kvinnors rättigheter blev en viktig del. I slutet på nittiotalet genomförde Civilsamhället i en  kongress med Jubilee SA, en rörelse för skuldavskrivning och ekonomisk rättvisa i utvecklingsländer. 2004 började Lekalakala arbeta för Jubilee SA. Nu gällde det även landets ekologiska skuld, Sydafrika var helt beroende av kolkraftverk. 2008 blev hon ombedd av Tristen Tailor i Earthlife Africa att arbeta för dem i Johannesburgsavdelningen. Earthlife samarbetar med Naturskyddsföreningen. Då Jacob Zuma blev president ville han i hemlighet initiera ett kärnkraftsprogram med hjälp av Ryssland. Earthlife fick kännedom om detta och kontaktade SAFCEI. Lekalakala och SAFCEI:s ordförande Liz McDaid reste runt i Sydafrika och informerade om regeringens planer och risken med kärnkraft och de stora kostnaderna.
2016 producerades 237 TWh elektricitet i Sydafrika, varav 86% producerades med kol, medan sol och vind gav cirka 2%. Sedan mitten av 1980-talet har Sydafrika 2 kärnkraftsreaktorer i Koeberg som producerar cirka 5% av elen. Efterfrågan på el överstiger tillgången vilket återkommande framtvingar tillfälliga bortkopplingar av stora elområden.

## Stämningsansökan
Det ryska bolaget Rosatom hade tecknat avtal med Sydafrika om att bygga 10 kärnkraftsanläggningar runt om i landet. Det första planerades vid hamnstaden Port Elizabeth och skulle kylas av havsvatten. Temperaturen i havet skulle höjas vilket skulle äventyra det småskaliga fisket i området och många fiskare skulle förlora sin försörjning.
Earthlife och SAFCEI engagerade advokater som arbetade gratis. I oktober 2015 lämnade Lekalakala och MaDaid in en stämningsansökan till domstolen i Kapstaden mot presidenten och hans regering för att stoppa kärnkraftsprogrammet. Man utmanade både landets president och Vladimir Putin.
Den 26 april 2017 kom domen från Västra Kapprovinsens Högsta domstol. Avtalet med Rosatom stred mot grundlagen och ogiltigförklarades.

## Utmärkelser
År 2018 tilldelades Makoma Lekalakala och Liz McDaid Goldman Environmental Prize för region Afrika för att de lyckades stoppa ett massivt kärnkraftsprogram.